# Daewoo M-TEC

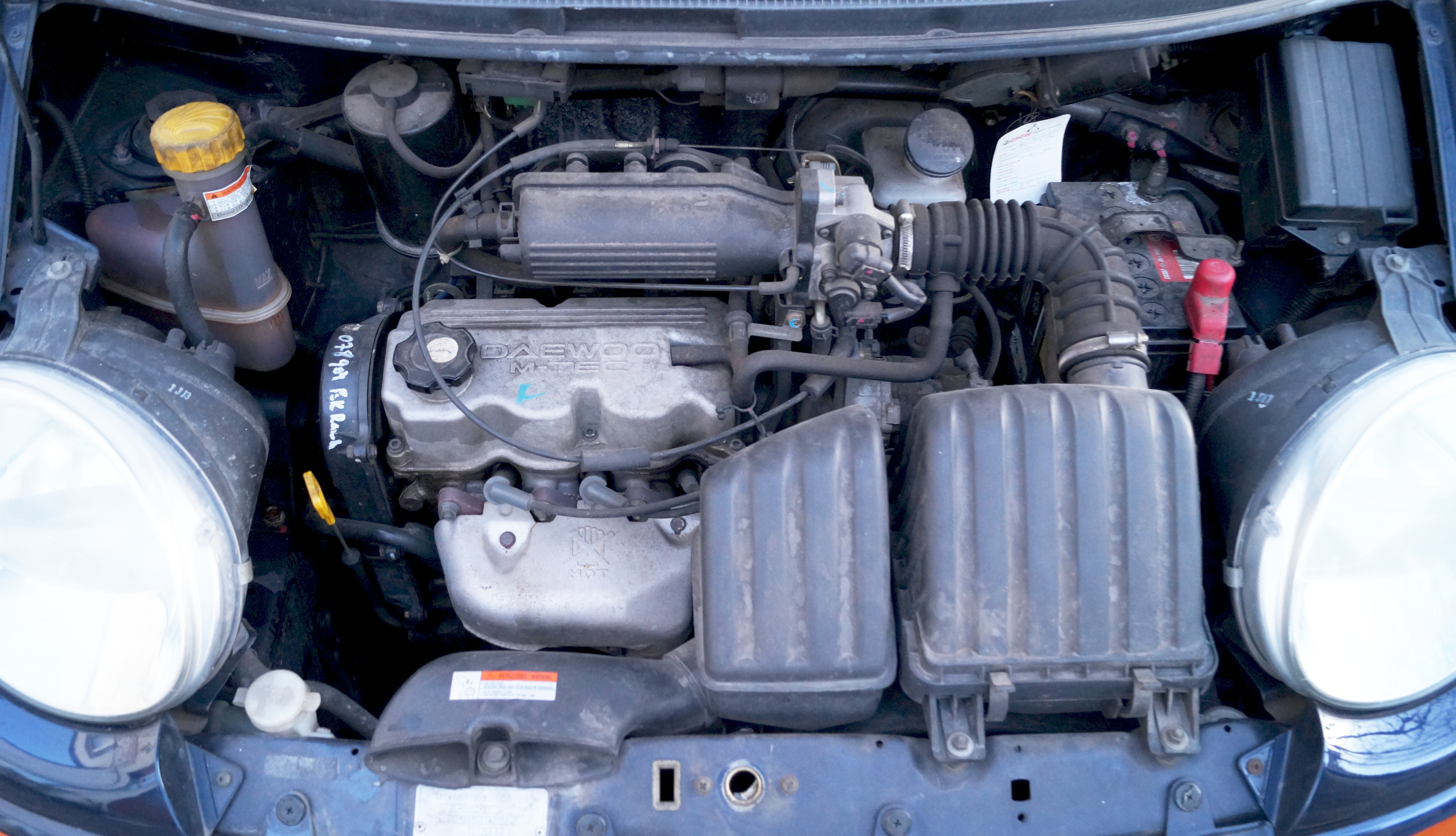
M-TEC w samochodzie Daewoo Matiz

M-TEC – silnik benzynowy, spalinowy, tłokowy o pojemności 796 cm³, o 3 cylindrach w układzie rzędowym, zasilany poprzez wielopunktowy wtrysk paliwa, zastosowany w samochodzie Daewoo Matiz. Oparty na bloku F8C skonstruowanym przez Suzuki. Ma jeden wałek rozrządu w głowicy (OHC) i 6 zaworów.
Poprzednikiem tego silnika jest S-TEC.